# 창원종합운동장
창원종합운동장(昌原綜合運動場, Changwon Stadium)은 대한민국 경상남도 창원시에 있는 스포츠 시설이다. 천연잔디 필드와 우레탄 트랙이 갖춰진 경기장이며, 1993년 3월에 준공되었다. 22,085석(최대 수용인원 3만 명) 규모로 1993년 3월 19일에 개장하여 창원스포츠파크의 주경기장으로 사용되고 있다. 개장과 함께 1993년 3월 20일 대한육상연맹 공인 1종 경기장 자격을 획득하였으며, 평소엔 주로 축구 경기장으로 사용되어 창원축구센터가 개장하기 전까지 경남 FC의 홈구장으로 사용되었고, 현재는 내셔널리그 창원시청의 홈구장으로 사용되고 있다. 1997년 제78회 전국체육대회의 주경기장으로 활용되었으며, 2002년 아시안 게임 당시 일부 축구경기를 치르기도 했으며, 2007년 FIFA U-17 월드컵에서도 경기장으로 사용되었다.

## 기록

### 1993년 대통령배 국제축구대회
| 날짜            | 팀 1     | 스코어 | 팀 2               | 라운드 |
| --------------- | -------- | ------ | ------------------ | ------ |
| 1993년 6월 23일 | 이집트   | 0 - 0  | 아틀란테 FC        | A조    |
| 1993년 6월 23일 | 대한민국 | 3 - 0  | 중국 올림픽 대표팀 | A조    |

### 1995년 코리아컵 국제축구대회
| 날짜           | 팀 1      | 스코어 | 팀 2          | 라운드 |
| -------------- | --------- | ------ | ------------- | ------ |
| 1995년 6월 4일 | 에콰도르  | 4 - 1  | 잠비아        | B조    |
| 1995년 6월 4일 | KV 메헬렌 | 2 - 2  | 트렐레보리 FF | B조    |
| 1995년 6월 8일 | 에콰도르  | 2 - 1  | KV 메헬렌     | B조    |
| 1995년 6월 8일 | 잠비아    | 2 - 0  | 트렐레보리 FF | B조    |

### 2002년 아시안 게임 축구
| 날짜            | 팀 1         | 스코어 | 팀 2         | 라운드 |
| --------------- | ------------ | ------ | ------------ | ------ |
| 2002년 9월 28일 | 우즈베키스탄 | 0 - 3  | 바레인       | D조    |
| 2002년 9월 28일 | 쿠웨이트     | 6 - 0  | 파키스탄     | F조    |
| 2002년 10월 1일 | 이란         | 2 - 0  | 레바논       | E조    |
| 2002년 10월 1일 | 쿠웨이트     | 1 - 0  | 홍콩         | F조    |
| 2002년 10월 5일 | 바레인       | 5 - 0  | 팔레스타인   | D조    |
| 2002년 10월 5일 | 레바논       | 11 - 0 | 아프가니스탄 | E조    |

### 2006년 피스퀸컵
| 날짜            | 팀 1     | 스코어 | 팀 2            | 라운드 |
| --------------- | -------- | ------ | --------------- | ------ |
| 2006년 11월 1일 | 대한민국 | 1 - 2  | 이탈리아        | A조    |
| 2006년 11월 1일 | 캐나다   | 4 - 2  | 상파울루주 선발 | A조    |

### 2007년 FIFA U-17 월드컵
| 날짜            | 팀 1       | 스코어 | 팀 2              | 라운드 |
| --------------- | ---------- | ------ | ----------------- | ------ |
| 2007년 8월 20일 | 벨기에     | 2 - 4  | 튀니지            | E조    |
| 2007년 8월 20일 | 타지키스탄 | 4 - 3  | 미국              | E조    |
| 2007년 8월 23일 | 미국       | 1 - 3  | 튀니지            | E조    |
| 2007년 8월 23일 | 타지키스탄 | 0 - 1  | 벨기에            | E조    |
| 2007년 8월 26일 | 독일       | 5 - 0  | 트리니다드 토바고 | F조    |
| 2007년 8월 29일 | 튀니지     | 1 - 3  | 프랑스            | 16강   |
| 2007년 9월 1일  | 페루       | 1 - 2  | 가나              | 8강    |

## 사진

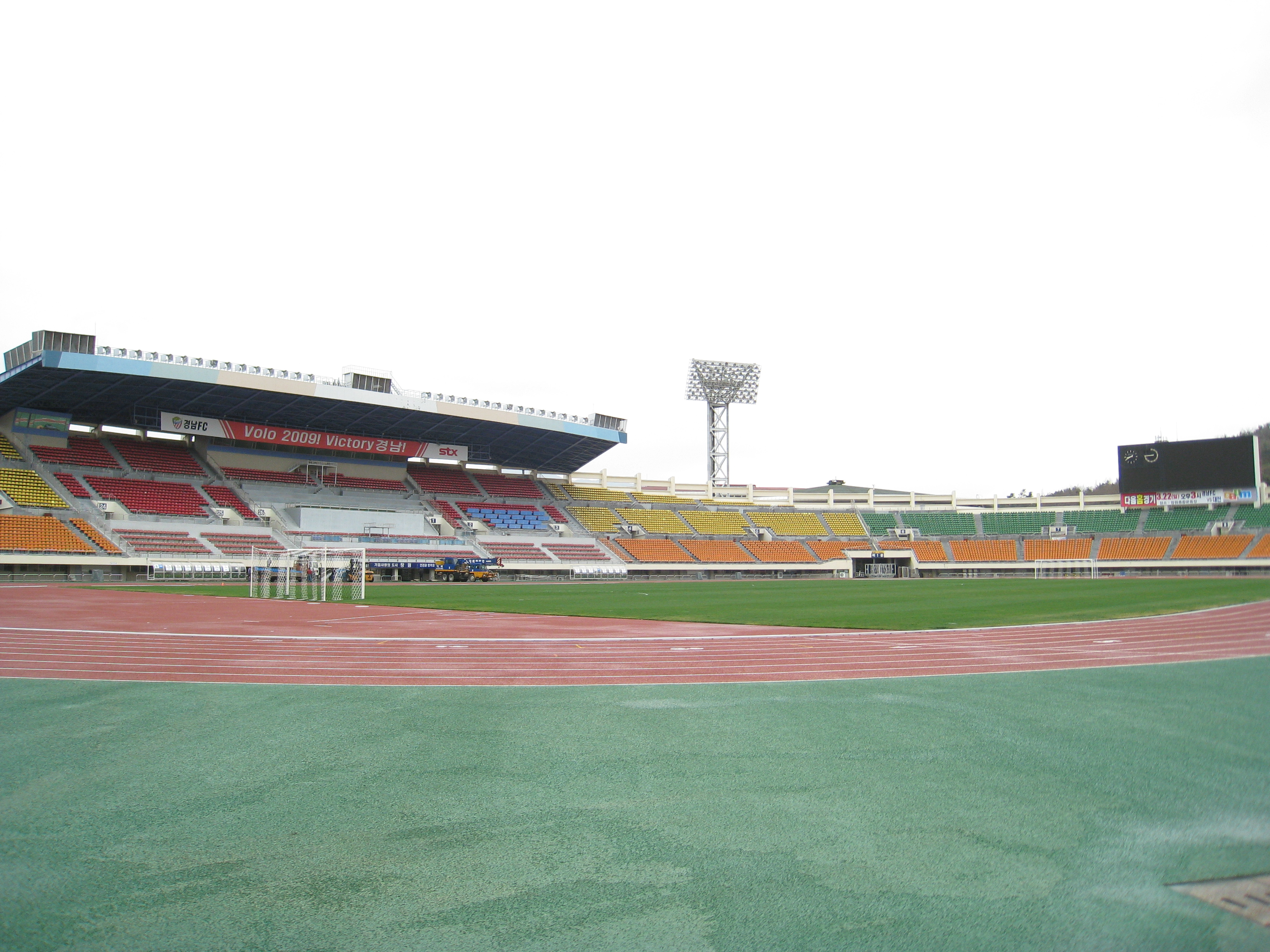
주 경기장 내부
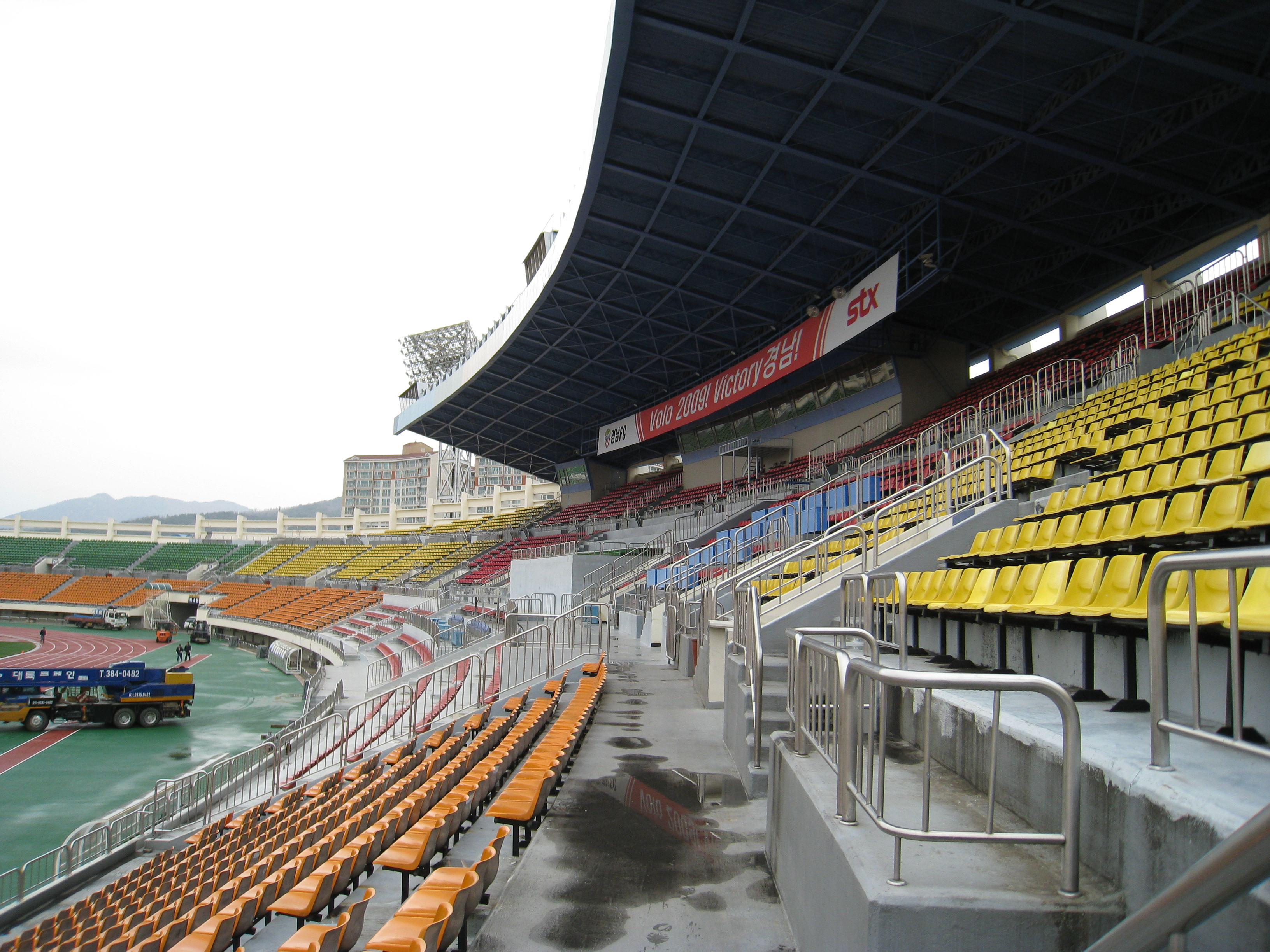
주 경기장 내부
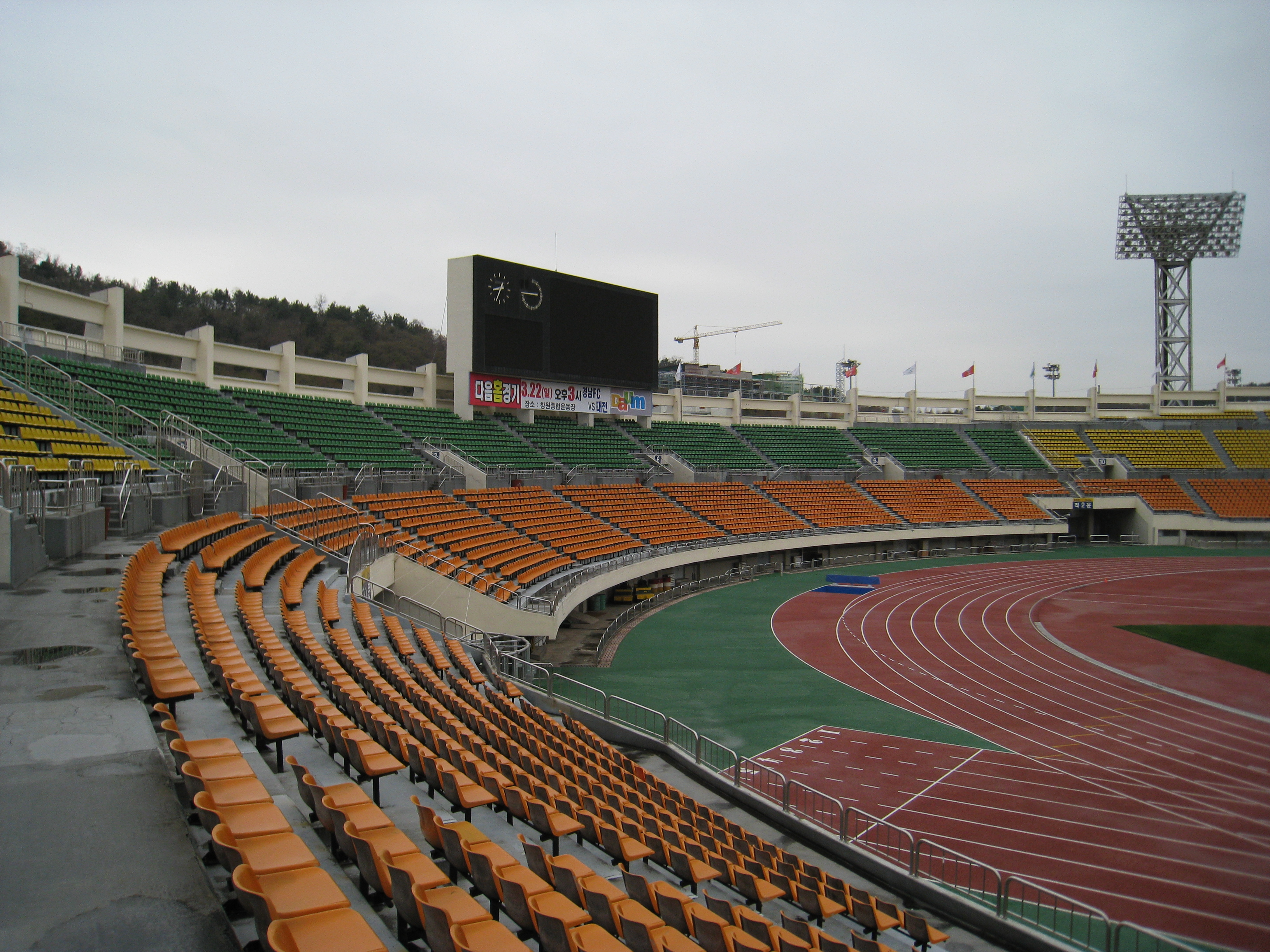
주 경기장 내부

## 참고 문헌
- 〈창원스포츠파크〉. 《한국향토문화전자대전》. 한국학중앙연구원. 2022년 12월 15일에 원본 문서에서 보존된 문서. 2019년 10월 18일에 확인함.
- 〈창원스포츠파크〉. 《두피디아》. 두산.
- 《전국 공공체육 시설 현황 (2017년말 기준)》. 대한민국 문화체육관광부. 2019.
- 《2021년 전국 공공체육시설 현황(2020년말 기준)》. 대한민국 문화체육관광부. 2022.
- 《2023 전국 공공체육시설 현황 (2022년 12월말 기준)》. 대한민국 문화체육관광부. 2024.

## 같이 보기
- 창원스포츠파크
- 창원스포츠파크 보조경기장